# Paradoxo de Algol
Na astronomia estelar, o paradoxo de Algol é um aparente paradoxo, onde elementos de uma estrela binária aparentam evoluir contra as teorias estabelecidas de evolução estelar. Uma característica fundamental destas teorias é que a taxa de evolução estelar depende da estrela: quanto maior a massa da estrela, mais rápido a evolução ocorre, e mais curto a sequência principal é, evoluindo posteriormente para uma gigante vermelha ou supergigante vermelha. A estrela binária onde este processo foi observado é Algol, que dá ao paradoxo seu nome.
No caso de Algol e outras estrelas binárias, um observador pode ver algo completamente diferente: a estrela menos massiva já é uma subgigante vermelha, e a estrela de maior massa ainda está na sequência principal. Isto é um paradoxo, visto que, no geral, ambas as estrelas componentes de uma estrela binária possuem a mesma idade, tendo formado-se aproximadamente ao mesmo tempo. Assim sendo, é a estrela mais massiva, ao invés da estrela menos massiva, que deveria ter deixado a sequência principal.
O paradoxo é resolvido pelo fato que, em várias estrelas binárias, há um fluxo de material entre as duas estrelas componentes, afetando o curso normal de evolução estelar. À medida que material passa de uma estrela para outra, o estágio de evolução das estrelas irá avançar, à medida que suas massas são afetadas. Eventualmente, a estrela mais massiva irá atingir seu próximo estágio na evolução, mesmo tendo perdido uma parcela significante de sua massa para sua companheira.